# Éléonore Niquille
Pour les articles homonymes, voir Niquille.
Éléonore Niquille est une écrivaine russe née à Vitebsk (Russie) en 1897, active en Suisse à Fribourg et à Berne où elle meurt en 1957. 

## Biographie
Son père, Aloys Niquille, originaire de Gruyère, était professeur au Corps des Pages de Saint-Pétersbourg et précepteur des neveux du tsar Nicolas II. Sa mère, Julia Loukatchévitch, est issue d'une famille polonaise d'officiers tsaristes. Au décès de sa mère, elle part vivre avec sa grand-mère paternelle, à Charmey en Gruyère. Son père, remarié, est retourné en Russie et Éléonore l'y rejoint régulièrement lors de ses vacances. Puis c'est la Révolution d'octobre et son père est rapatrié. 
Elle obtient une licence en lettres françaises et classiques à l'Université de Fribourg, puis part suivre des cours à la Sorbonne. Elle écrit plusieurs romans et de nombreux poèmes. De retour à Berne, elle continue à écrire et travaille à la société suisse de radiodiffusion. Elle est membre de la Société Fribourgeoise des Écrivains dès sa fondation en 1956.
Elle meurt le 30 septembre 1957 à Berne et est enterrée au cimetière de Bremgarten,.
Une rue de Fribourg porte son nom, dans le quartier de Bourguillon.

## Œuvres
Éléonore Niquille a écrit neuf recueils de poèmes, quatre romans et des nouvelles. Quatre de ses œuvres ont été publiées à titre posthume,.
Elle reçoit en 1954 le prix Alfred-de-Pontécoulant de l’Académie française et en 1955 le prix Rivereine de la Société des poètes français pour son recueil de poèmes Le pèlerin émerveillé (1954).
- Vigiles  (Poèmes), Les Ed. des Nouveaux Cahiers, La Chaux-de-Fonds, 1939, 81 p. (lire en ligne)[8].
- Le Destin vanne  (Roman), Les Ed. des Nouveaux Cahiers, La Chaux-de-Fonds, 1940, 385 p. (lire en ligne)
- La Complainte de la passion  (Nouvelles), Les Ed. des Nouveaux Cahiers, La Chaux-de-Fonds, 1941, 251 p. (lire en ligne)
- Une flute au loin...  (Poèmes), Ed. des Nouveaux cahiers, La Chaux-de-Fonds, 1942, 108 p. (lire en ligne)
- Le Pèlerin de l'aube  (Poèmes), Les Ed. du Chandelier, Bienne, 1943, 116 p. (lire en ligne)[9].
- La Porte des innocents  (Roman), Ed. des Portes de France, Porrentruy, 1944, 391 p. (lire en ligne)
- Guetteurs d'étoiles  (Poèmes), Les Ed du Chandelier, Bienne, 1947, 96 p. (lire en ligne)
- Transmettre  (Roman, 2e édition), Edition du Chandelier, Bienne, 1949, 351 p. (lire en ligne)
- L'Archange qui boitait  (Roman), La clé d'or, Paris, 1951, 219 p. (lire en ligne)
- Le Bestiaire de Tristanet, Les Ed. du Centre, Aurillac, 1952, 161 p. (lire en ligne)
- L'Impasse de l'ange, P Clairac, Aurillac, 1954, 109 p. (lire en ligne)
- Le Rubaiyat d'Omar Khayyam  (traduit en vers par Éléonore Niquille), P Clairac, Aurillac, 1954 (lire en ligne)[10].
- Le Pèlerin émerveillé (Poèmes), P Clairac, Aurillac, 1953, 150 p. (lire en ligne)
- Sonnets vagabonds, P Clairac, Aurillac, 1955, 309 p. (lire en ligne)
- Chants pour attendre l'aube, Sésame, Aurillac, 1958, 79 p. (lire en ligne)
- Encore cette flûte lointaine, Sésame, Aurillac, 1958, 60 p. (lire en ligne)
- Sous les tilleuls de l'enfance, Imprimerie St Paul, Fribourg, 1960, 215 p. (lire en ligne)